# Dolní Dvůr
Dolní Dvůr là một làng thuộc huyện Trutnov, vùng Královéhradecký, Cộng hòa Séc.